# Seyah Lākh
Seyah Lākh (persiska: سيه لاخ, Sīāh Lākh) är en ort i Iran.   Den ligger i provinsen Khorasan, i den östra delen av landet, 800 km öster om huvudstaden Teheran. Seyah Lākh ligger 1 364 meter över havet och antalet invånare är 443.
Terrängen runt Seyah Lākh är kuperad åt sydväst, men åt nordost är den platt. Runt Seyah Lākh är det ganska glesbefolkat, med 30 invånare per kvadratkilometer. Närmaste större samhälle är Mashhad Rīzeh, 19,9 km sydost om Seyah Lākh. Omgivningarna runt Seyah Lākh är i huvudsak ett öppet busklandskap.